# Nuneaton
Nuneaton (API : /nəniːtən/) est une ville du district non métropolitain de Nuneaton and Bedworth au Warwickshire en Angleterre. Elle est la ville la plus peuplée du comté.

## Géographie

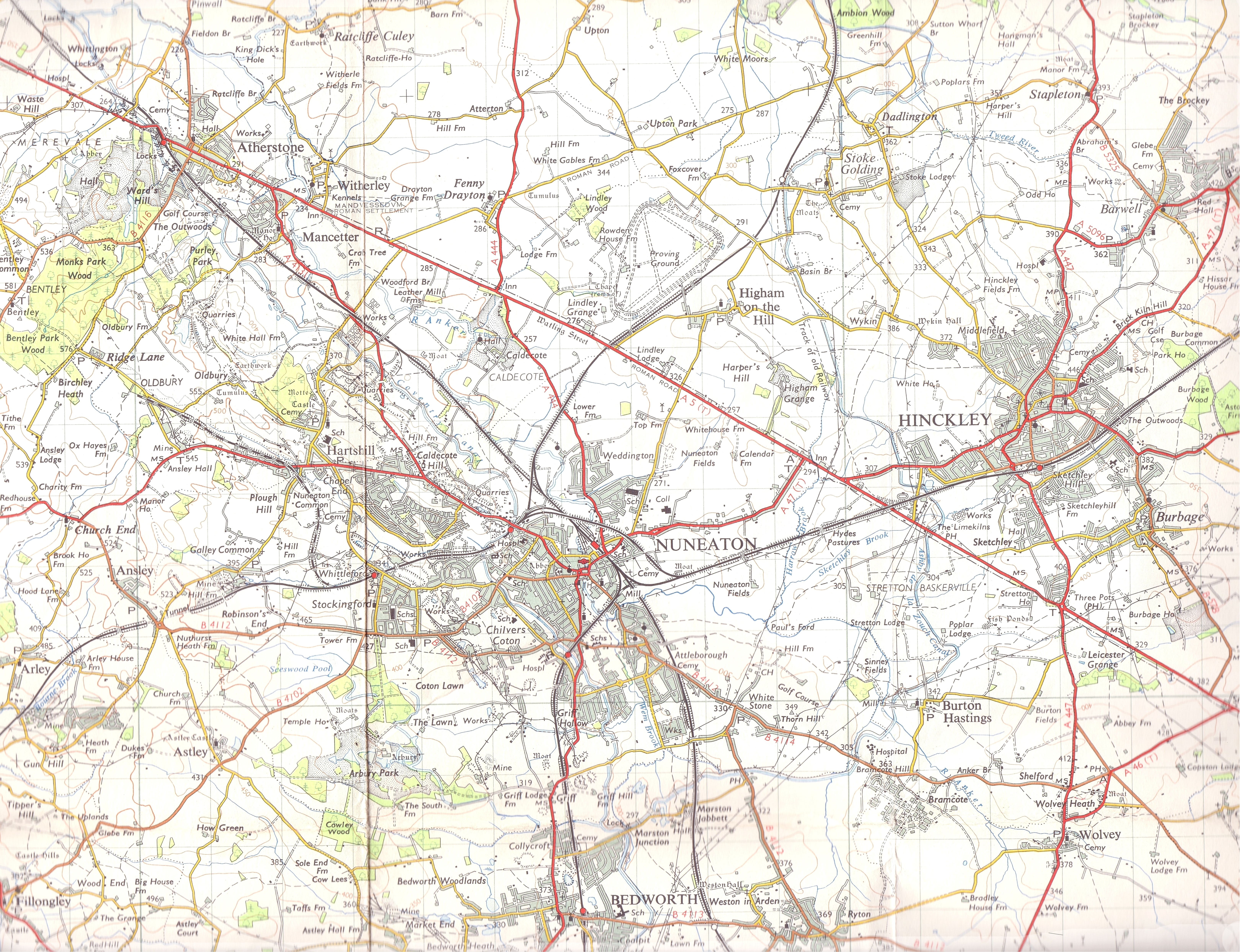
Région de Hinckley-Nuneaton-Atherstone-Wolvey en 1961

Nuneaton est située à 14 km au nord de Coventry, à 32 km à l'est de Birmingham et à 166 km au nord-ouest de Londres. La ville se trouve à cinq kilomètres de la frontière du Leicestershire, à douze kilomètres du Staffordshire et à vingt kilomètres du Derbyshire. Les agglomérations les plus proches sont Bedworth, Atherstone, Hinckley, Tamworth et Lutterworth. Nuneaton est traversée par l'Anker (en), un affluent de la Tame. Le relief est ponctué par le mont Judd, une butte de résidus de carrière formée alors que la carrière Judkins fut creusée. Le mont Judd se trouve au nord-ouest de la ville et peut être aperçu des kilomètres à la ronde. L'Ordnance Survey identifie différents points de vue aux extrémités de la ville. Le plus notable se situe à l'ouest du Hartshill Hayes Country Park où l'on peut apercevoir Atherstone au nord et Leicester au nord-est, lorsque les conditions le permettent.

## Histoire

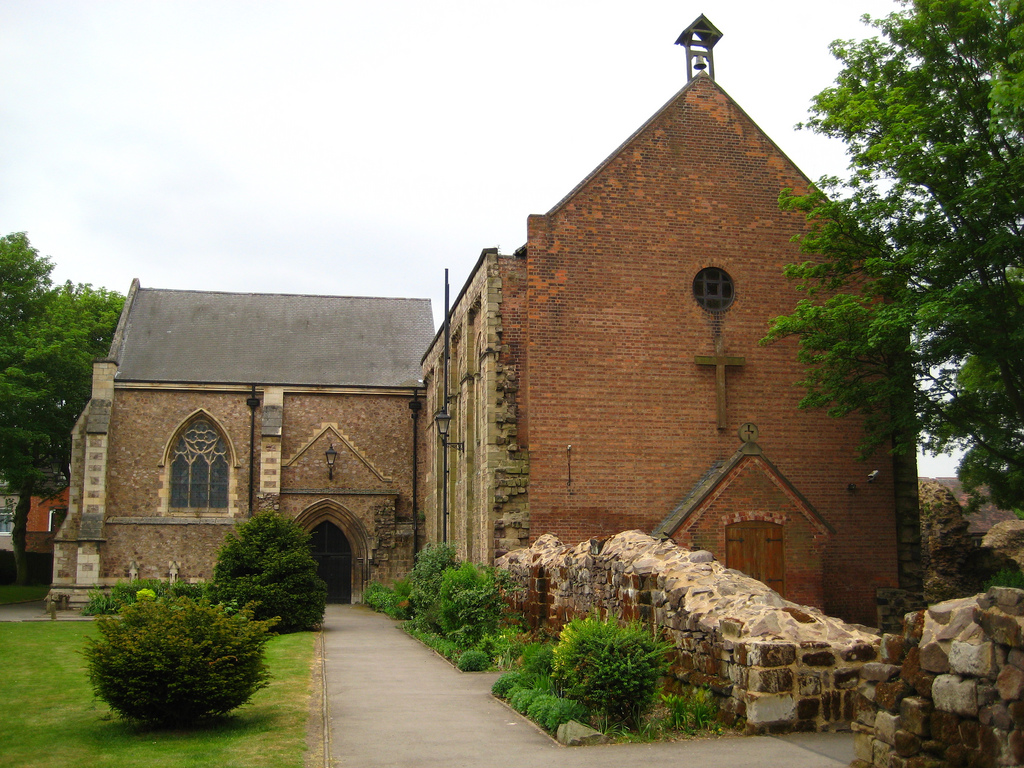
Église St Mary

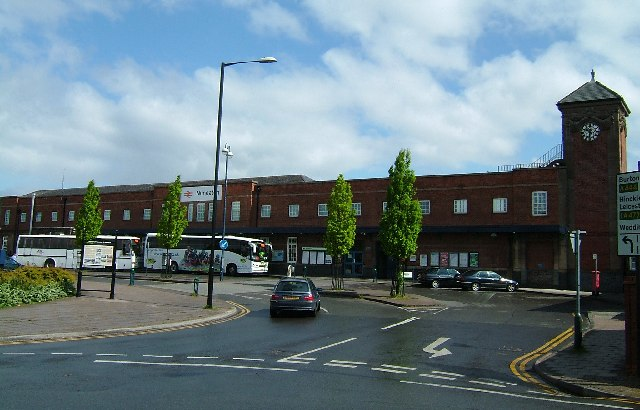
Gare de Nuneaton

La localité est d'abord connue comme Etone, ce qui signifie littéralement ville d'eau. Au XIe siècle, elle constitue un petit hameau. Un marché, toujours présent aujourd'hui, s'implante dans la localité en 1233. La première mention connue du nom de Nuneaton date de 1247, alors écrit comme Nonne Eton. Le nom provient de celui d'un monastère bénédictin du XIIe siècle, dont il reste quelques vestiges et autour duquel la ville s'est construite. Le monastère devient délabré après 1539, en raison de la dissolution des monastères sous le règne d'Henri VIII. Une charte royale institue le King Edward VI College (en) en 1552.
Nuneaton connaît une croissance soutenue à partir du XVIIe siècle en raison de sa position au centre du bassin houiller du Warwickshire. En 1801 (en), Nuneaton forme l'un des bourgs les plus populeux du Warwickshire, avec 5 000 habitants. Au cours de la révolution industrielle au XVIIIe siècle, l'industrie textile se développe, de même que les industries de la brique, du carrelage et de la brasserie. La paroisse de Nuneaton inclut alors les hameaux d'Attleborough (en) et de Stockingford. En 1894, elle est réunie avec celle de Chilvers Coton pour former un district urbain (en). En 1901 (en), la population atteint 25 000 habitants. En 1907, Nuneaton obtient le statut de municipalité, la paroisse de Weddington (en) Weddington étant fusionnée.
Durant la Seconde Guerre mondiale, la ville est la cible de nombreux bombardements en raison de la présence d'usines de munitions. Le raid du 17 mai 1941 fait 100 morts, détruit 380 maisons et en endommage plus de 10 000. Un autre raid important survient le 25 juin 1942. Le centre de la ville est reconstruit après la guerre. En 1944, le King Edward VI College devient une grammar school pour garçons et est transformé en sixth form college (en) en 1974. À l'époque, les autres grammar schools sont le Nuneaton High School for Girls ainsi que Manor Park. Le 1er avril 1974, lors de la réorganisation municipale, le borough de Nuneaton est fusionné avec le district urbain de Bedworth formant ainsi le nouveau district non métropolitain. La nouvelle entité, obtenant le statut de Borough le 15 novembre 1976, se dénomme Nuneaton Council puis Nuneaton Borough Council. Le 6 juin 1975, un accident ferroviaire (en) à l'approche de la gare de Nuneaton fait six morts et 38 blessés. En 1980, à la suite de représentations des résidents de Bedworth, la municipalité modifie son toponyme pour Nuneaton and Bedworth Borough Council.

## Politique

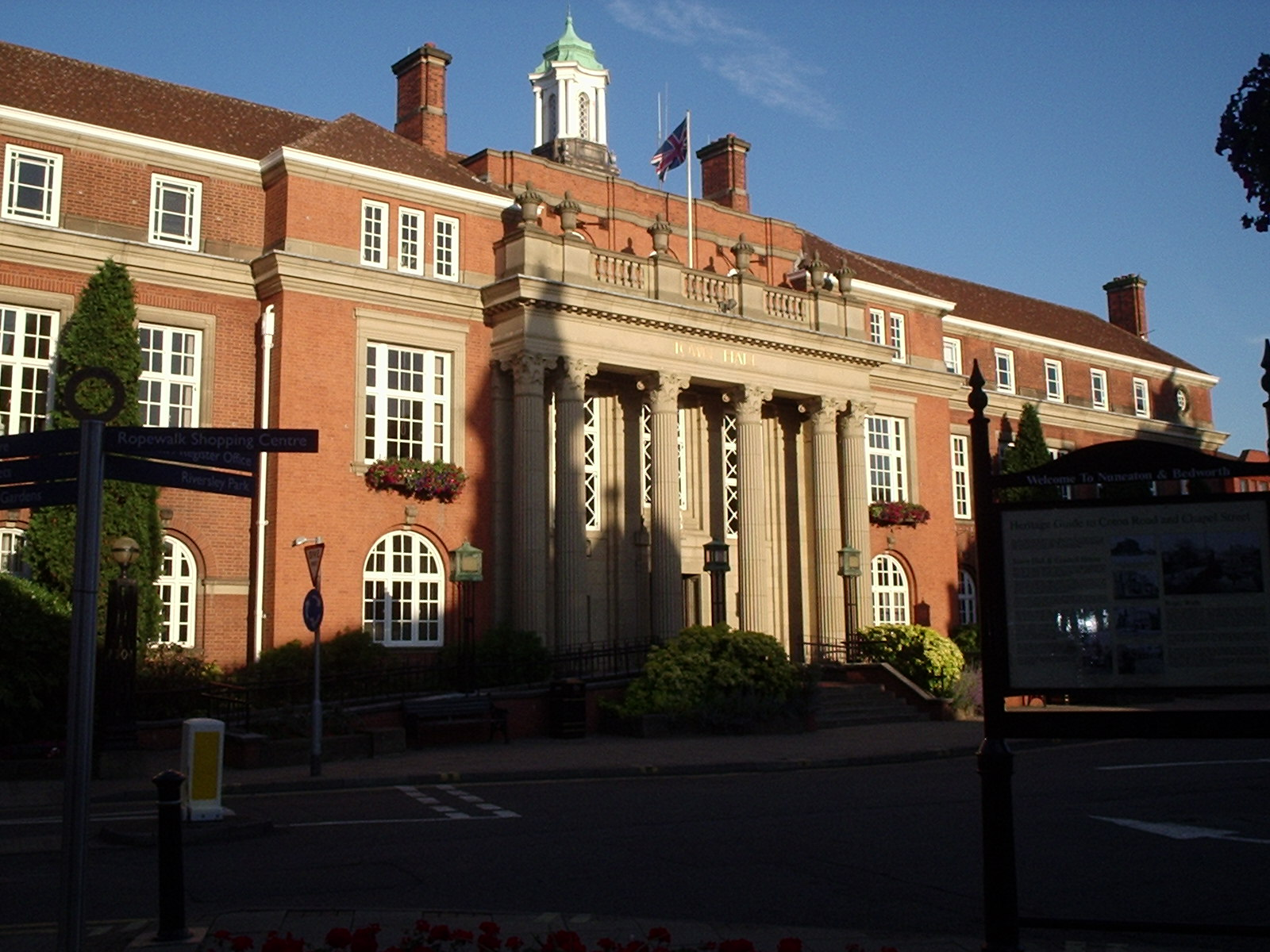
Mairie

La localité de Nuneaton fait partie de la municipalité de Nuneaton and Bedworth. Chaque circonscription électorale locale élit deux conseillers pour un mandat de quatre ans. Les élections municipales ont lieu aux deux ans avec roulement de la moitié du conseil. Nuneaton correspond à onze des dix-sept circonscriptions électorales locales de Nuneaton and Bedworth. Le Parti travailliste contrôle le conseil municipal depuis 1973, à l'exception de la période 2008-2010 où les Conservateurs sont majoritaires et 2010-2012 où aucun des deux partis n'est majoritaire
| Circonscription | Quartiers                                                               | Population (2001 census) | Population (2011 census) |
| --------------- | ----------------------------------------------------------------------- | ------------------------ | ------------------------ |
| Abbey           | Abbey Green, centre-ville                                               | 7,234                    | 8,718                    |
| Arbury          | Heath End, Glendale, Bermuda, Arbury                                    | 5,482                    | 6,736                    |
| Attleborough    | Attleborough, Maple Park, SW part of Whitestone                         | 7,564                    | 7,676                    |
| Bar Pool        | Black-a-Tree, Sunnyside, Stockingford (east)                            | 7,451                    | 7,452                    |
| Camp Hill       | Camp Hill                                                               | 7,325                    | 7,321                    |
| Galley Common   | Galley Common, Chapel End, Whittleford                                  | 7,593                    | 8,233                    |
| Kingswood       | Grove Farm, Robinson's End, Stockingford (west)                         | 6,878                    | 6,878                    |
| St Nicolas      | Horeston Grange, Hinckley Road, the Long Shoot, St Nicolas Park (south) | 7,073                    | 6,943                    |
| Weddington      | Weddington, St Nicolas Park (north)                                     | 7,286                    | 7,256                    |
| Wem Brook       | Hill Top, Caldwell, Chilvers Coton                                      | 7,082                    | 7,787                    |
| Whitestone      | Whitestone (except SW part), Attleborough Fields                        | 7,435                    | 6,877                    |
| Total           | Nuneaton                                                                | 78 403                   | 81 877                   |

Le territoire de Nuneaton est compris dans la circonscription électorale de Nuneaton aux fins de représentation à la Chambre des communes du Royaume-Uni.

## Démographie
Avec 81 877 habitants en 2011 (en), c'est la ville la plus peuplée du comté, loin devant Warwick. La conurbation de Nuneaton comprenant la ville et les villages environnants de Hartshill et de Bulkington (en) compte une population de 92 968 habitants au recensement du Royaume-Uni de 2011 (en).

## Économie
Nuneaton, à proximité de Coventry et de Birmingham et facilement accessible par les réseaux de transport, est une ville-dortoir, comptant une large partie de sa population travaillant dans ces deux villes. L'économie locale s'appuie sur l'électronique et la distribution. MIRA Limited est basée dans un ancien terrain d'aviation le long de la route A5 au nord de la ville. Le Ropewalk Shopping Centre (en), ouvert en 2005, et le Abbeygate Shopping Centre (en), situé au centre, sont des pôles commerciaux importants. Le siège social de la chaîne d'alimentation santé (en) Holland & Barrett est situé à Nuneaton alors que les centres de distribution de Dairy Crest (en) et de RS Components (en) se trouvent à Bermuda Park, au sud de Nuneaton. Plusieurs entreprises internationales de marketing en ligne sont des employeurs locaux majeurs.

## Culture

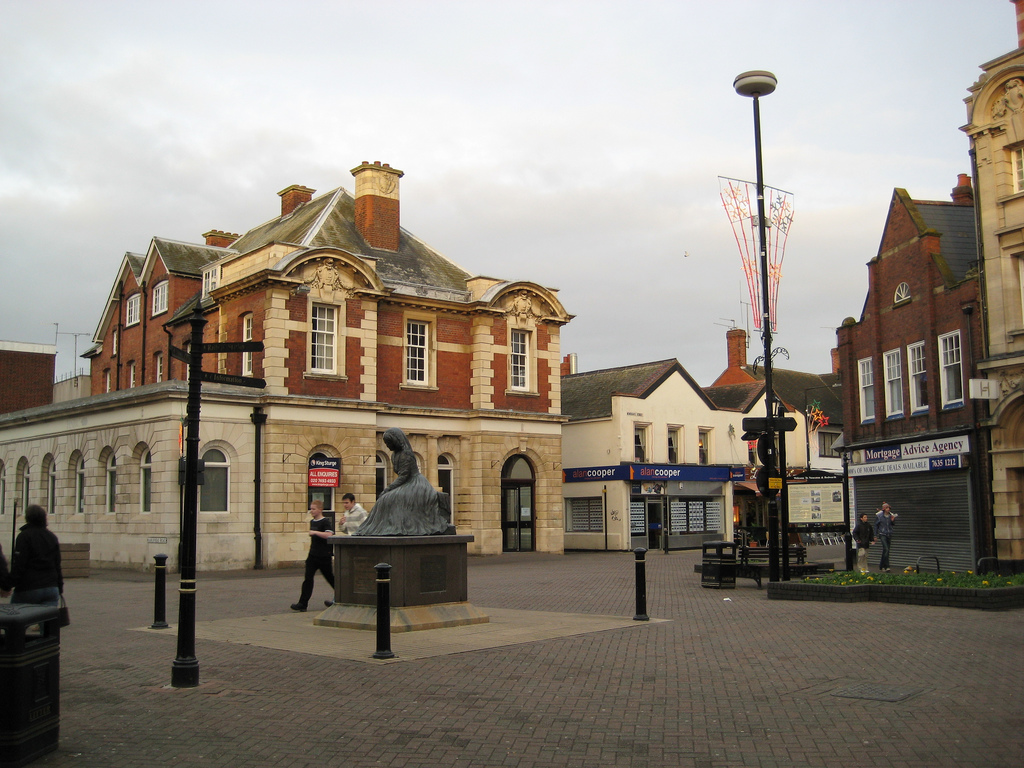
Statue de George Eliot

Nuneaton est célèbre par l'écrivaine du XIXe siècle George Eliot, née en 1819 dans une ferme à Arbury Hall à la limite de Nuneaton et qui y habite la première partie de sa vie. Plusieurs scènes de son roman Scenes of Clerical Life (1858), s'inspirent de lieux de Nuneaton, notamment le marché.

## Société
Les principaux lieux de culte comprennent l'église abbaye de Saint-Mary. Le Nuneaton Town Football Club évolue en division 5 anglaise.

### Personnalités
- George Eliot (1819-1880), écrivaine
- Ken Loach (1936-), réalisateur
- Dean Richards (1963-), joueur et entraîneur de rugby à XV

## Jumelages
Nuneaton est jumelé avec les municipalités suivantes :
- Cottbus (Allemagne)
- Guadalajara (Espagne)
- Roanne (France)